# Rezolucja Rady Bezpieczeństwa ONZ nr 1667
Rezolucja Rady Bezpieczeństwa ONZ nr 1667 została uchwalona 31 marca 2006 r. podczas 5406. posiedzenia Rady.
Najważniejszym postanowieniem rezolucji jest przedłużenie mandatu Misji ONZ w Liberii (UNMIL) do 30 września 2006 r.